# Propiedad de Márkov

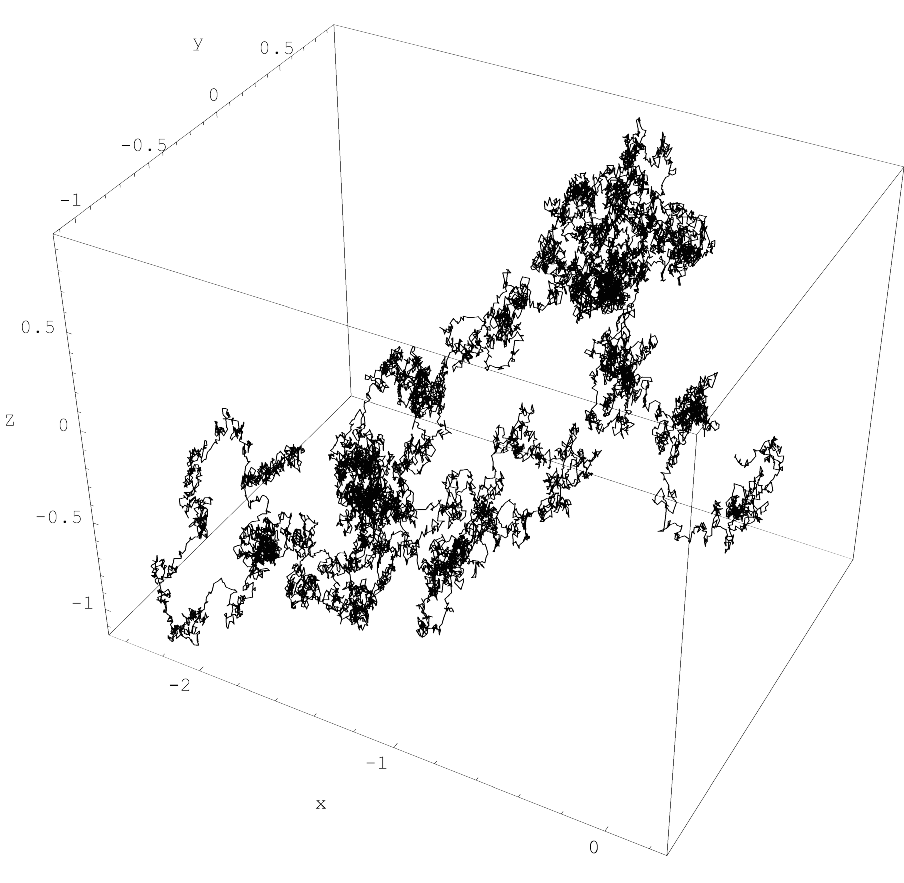
Trayectoria de una sola muestra de un movimiento browniano tridimensional (proceso de Wiener) Wt, generado por Wolfram Mathematica con un paso de tiempo de tamaño 0,0001, para tiempos 0 ≤ t ≤ 2.

En teoría de probabilidad y estadística, la propiedad de Markov se refiere a la propiedad de ciertos procesos estocásticos por la cual "carecen de memoria", lo que significa que la distribución de probabilidad del valor futuro de una variable aleatoria depende únicamente de su valor presente, siendo independiente de la historia de dicha variable. A los procesos que satisfacen esta condición se les conoce como procesos de Márkov
Debe su nombre al matemático ruso Andréi Márkov, quien desarrolló la teoría de las cadenas de Márkov.

## Demostración matemática
Una cadena de Márkov se puede caracterizar por la probabilidad de ir al estado n+1 condicionada a que antes estábamos en el estado n:
{\displaystyle P(X_{n+1}|X_{n})\,}
Que es la probabilidad de transición del proceso. La propiedad de las cadenas de Márkov es que las transiciones entre los estados, solo puede producirse entre estados vecinos. Solo se puede llegar al estado i desde el estado i-1 o bien de i+1.
Este tipo de estadística se suele encontrar en la distribución exponencial, cuya función de densidad de probabilidad se expresa así:
{\displaystyle f_{\tau }(t)=\lambda e^{-\lambda t}\quad t>0}
Vamos a comprobar que un proceso definido por esta función de densidad de probabilidad no tiene memoria. La probabilidad de que haya una transición entre 0 y un tiempo t cualquiera es:
{\displaystyle P(0<\tau <t)=P(\tau <t)=\int _{0}^{t}\lambda e^{-\lambda \tau }\,d\tau }
Integrando obtenemos:
{\displaystyle P(\tau \ <t)=e^{-\lambda \cdot 0}-e^{-\lambda t}=1-e^{-\lambda t}}
Ahora vamos a calcular la probabilidad para el mismo intervalo t, pero con instante de inicio diferente t0. Calcularemos la probabilidad de tener una transición en el intervalo t, (de t0 hasta t0+t) condicionado a que antes de t0 no ha habido ninguna transición:
{\displaystyle P(t_{0}<\tau <t_{0}+t|\tau >t_{0})={\frac {p(t_{0}<\tau <t_{0}+t)}{p(\tau >t_{0})}}}
Sustituyendo por las fdp y operando obtenemos:
{\displaystyle P(t_{0}<\tau <t_{0}+t|\tau >t_{0})={\frac {\int _{t_{0}}^{t_{0}+t}\lambda e^{-\lambda \tau }\,d\tau }{\int _{t_{0}}^{\infty }\lambda e^{-\lambda \tau }\,d\tau }}={\frac {e^{-\lambda t_{0}}-e^{-\lambda (t_{0}+t)}}{e^{-\lambda t_{0}}-e^{-\lambda \cdot \infty }}}={\frac {e^{-\lambda t_{0}}(1-e^{-\lambda t})}{e^{-\lambda t_{0}}-0}}=1-e^{-\lambda t}}
Con lo que queda demostrado que la probabilidad de tener una transición en un estado, no depende del tiempo anterior.